# Reptalus rhodosica
Reptalus rhodosica är en insektsart som först beskrevs av Dlabola 1980.  Reptalus rhodosica ingår i släktet Reptalus och familjen kilstritar.
Artens utbredningsområde är Grekland. Inga underarter finns listade i Catalogue of Life.